# Jindřich Šmuk
Jindřich Šmuk, též Schmuk (9. prosince 1879 Michálkovice – 26. března 1927 Rychvald) byl vládní komisař pro plebiscit na Těšínsku v roce 1920 a první český starosta slezského Rychvaldu.

## Život

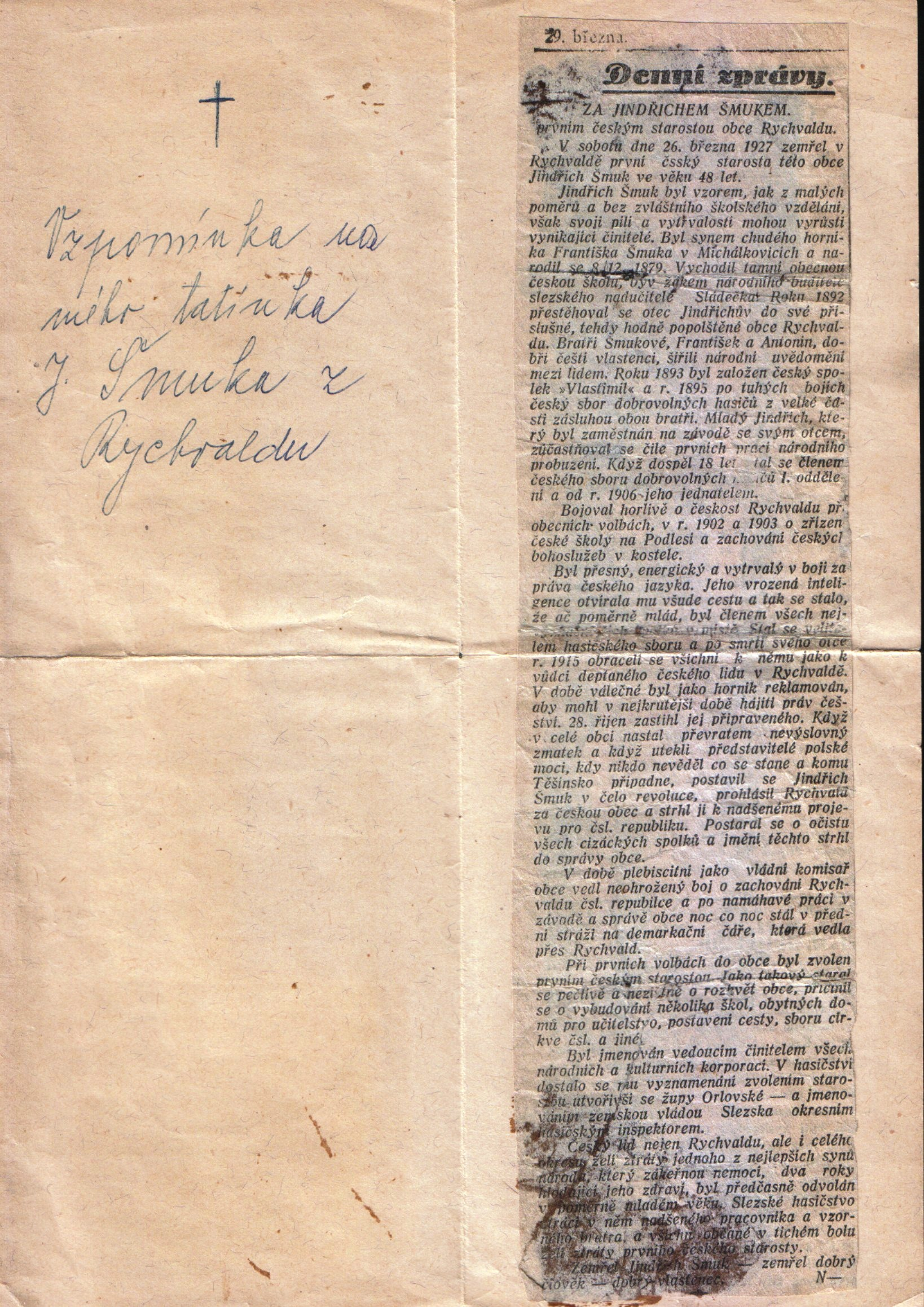
„Za Jindřichem Šmukem“

### Mládí
Jindřich Šmuk byl synem horníka Františka Šmuka v Michálkovicích, kde vychodil obecnou českou školu. V roce 1892 se jeho otec přestěhoval do silně polské obce Rychvald.

### Aktivity v Rychvaldu
V roce 1893 byl v Rychvaldu založen český spolek Vlastimil. V roce 1895 zde vznikl, z velké části zásluhou otce a strýce Jindřicha Šmuka, Františka a Antonína Šmukových, český sbor dobrovolných hasičů a Jindřich Šmuk se v 18 letech stal členem jeho I. oddělení a od roku 1906 jeho jednatelem. Usiloval o „českost“ Rychvaldu při obecních volbách v roce 1902 a 1903, o zřízení české školy na Podlesí a o zachování českých bohoslužeb v kostele.
Stal se velitelem hasičského sboru[kdy?] a po smrti otce v roce 1915 se stal vůdcem Čechů v Rychvaldě. V době 1. světové války byl jako horník reklamován, aby mohl hájit práva češství. Po 28. říjnu 1918 prohlásil Rychvald za českou obec. Postaral se o očistu nečeských spolků a jejich majetek převzal do správy obce.

### Po vzniku Československa
V době plebiscitní[ujasnit] jako vládní komisař obce usiloval o zachování Rychvaldu Československu. 
Při prvních volbách do obce[kdy?] byl zvolen prvním českým starostou.  Byl zvolen starostou nově vzniklé hasičské župy Orlovské a jmenován zemskou vládou Slezska okresním hasičským inspektorem.
Zemřel v sobotu dne 26. března 1927 v Rychvaldu ve věku 48 let. Jeho pohřbu se zúčastnilo přes 7 000 lidí, z toho 450 hasičů.